# Interstate 990
L'Interstate 990 (I-990) est une autoroute auxiliaire entièrement située dans la ville d'Amherst dans le comté d'Érié, dans l'État de New York. Elle suit principalement une orientation sud–nord sur 6,35 miles (10,22 km) à travers le sud-ouest et le centre d'Amherst depuis un échangeur avec l'I-290 jusqu'à une intersection avec la NY 263 au sud de Lockport. L'autoroute sert de lien entre Buffalo, l'Université d'État de New York à Buffalo et Lockport. Tout comme l'I-590 près de Rochester, l'I-990 ne rencontre pas directement l'I-90, son autoroute principale. Le lien est plutôt fait par l'I-290. L'I-990 est le plus haut numéro d'autoroute Interstate aux États-Unis.

## Description du tracé
L'I-990 débute à un échangeur avec l'I-290 dans la banlieue de Buffalo d'Amherst. Après avoir quitté l'échangeur, l'I-990 longe l'Université de Buffalo. Elle passe ensuite dans un secteur résidentiel. L'I-990 commence graduellement à s'orienter vers le nord-est.
L'autoroute croise une autre voie d'accès à l'Université avant de poursuivre au nord. Elle croise une sortie locale avant de se diriger vers son terminus nord, qu'elle atteint à l'intersection à niveau avec la NY 263.

## Liste des sorties
| Interstate 990    |              |      |       |        |                                                         |                                                       |
| Comté             | Municipalité | mi   | km    | Sortie | Intersections / Destinations                            | Notes                                                 |
| Érié              | Amherst      | 0,00 | 0,00  | —      | I-290 – Buffalo                                         | Sortie 4 de l'I-290                                   |
| Érié              | Amherst      | 1,34 | 2,16  | 1      | Audubon Parkway – Campus nord de l'Université à Buffalo | Sortie direction nord, entrée direction sud           |
| Érié              | Amherst      | 2,02 | 3,25  | 2      | Sweet Home Road                                         | Indiqué sortie 2A (sud) et 2B (nord) en direction sud |
| Érié              | Amherst      | 3,07 | 4,94  | 3      | Audubon Parkway – Campus nord de l'Université à Buffalo |                                                       |
| Érié              | Amherst      | 4,62 | 7,44  | 4      | North French Road                                       |                                                       |
| Érié              | Amherst      | 6,43 | 10,35 | 5      | NY 263 (en) (Millersport Highway)                       | Intersection à niveau                                 |
| - Accès incomplet |              |      |       |        |                                                         |                                                       |